# Post Mortem: Nadie muere en Skarnes
Post Mortem: Nadie muere en Skarnes (en noruego: Post Mortem: ingen dør i Skarnes) es una serie de televisión noruega de drama, original de Netflix, y estrenada el 25 de agosto de 2021 en dicha plataforma.

## Reparto
- Kathrine Thorborg Johansen como Live Hallangen.
- Elias Holmen Sørensen como Odd Hallangen.
- André Sørum como Reinert.
- Kim Fairchild como Judith.
- Sarah Khorami como Rose.
- Terje Strømdahl como Arvid.
- Øystein Røger como Dr. Sverre.
- Maria Grazia Di Meo como Alex.
- Martin Karelius Østensen como Jettland.

## Producción
Post Mortem fue dirigida por Harald Zwart y Petter Holmsen. La serie fue producida por Motion Blur, una productora noruega. Espen Horn y Kristian Strand Sinkerud fueron los productores de la serie. La serie se estrenó en Netflix el 25 de agosto de 2021.
La banda sonora contiene canciones noruegas populares de los años '50 y '70 de artistas como Stein Ove Berg, Elisabeth Granneman, Kurt Foss y Reidar Bøe.
La serie se desarrolla en seis episodios de 45 minutos.

## Recepción
Asbjørn Slettemark de Aftenposten dijo que la serie comienza 'anémica', pero "despierta entre los muertos y picaduras".
Entre los críticos estadounidenses, Joel Keller en The Decider, que tiene el eslogan "transmítalo o saltelo", dijo "transmítalo". Dijo sobre el primer episodio que si bien "tiene un comienzo un poco lento, saber hacia dónde se dirige el programa nos hace pensar que será una diversión sardónica en lugar de un baño de sangre gratuito". A él le gusta cómo "aparte de sus nuevas habilidades y sed de sangre, [Live] es por lo demás normal. Tiene los mismos intereses y recuerdos que tenía antes de morir, pero ahora tiene que lidiar con estos nuevos impulsos. Ser amablemente despistada, pero es un buen contraste con la solitaria Live".
Karina Adelgaard de Heaven of Horror, quien vio los seis episodios, lo calificó con 4 de 5 estrellas y lo calificó como "verdaderamente una joya" y que "es pegadizo desde la escena inicial, y los episodios tienden a terminar en cliffhangers. Además, hay sutil humor que realmente lo lleva todo a casa".

## Calificaciones
| Sitio        | Calificación | Calificación     | Calificación | Ref.   |
| Sitio        | Estrellas    | Estrellas        | Votos        | Ref.   |
| ------------ | ------------ | ---------------- | ------------ | ------ |
| FilmAffinity | 6.1 de 10    | 6.1/10 estrellas | 389          | [ 10 ] |
| IMDb         | 7.1 de 10    | 7.1/10 estrellas | 3,235        | [ 11 ] |